# Релеф на Бразилия
Бразилският релеф е разнообразен и включва хълмове, планини, равнини, плата и уникалната бразилска савана, позната като сераду. По-голямата част от страната се намира между 200 и 800 m надморска височина. Основните планински възвишения заемат повечето от южната половина на страната. Северозападните части на бразилското плато са съставени от широко разпределени низини и заоблени хълмове. Югоизточната част е по-масивна, със сложна система от хребети и планини, достигащи до 1200 m надморска височина. Сред тях се открояват Сера да Мантикейра, Сера ду Еспинясу и Сера ду Мар. На север гвианското плато има основна дренажна функция, разделяйки реките, вливащи се на юг във водосборния басейн на Амазонка от вливащите се в басейна на река Ориноко във Венецуела. Най-високата точка в Бразилия е Пику да Неблина който се намира в Сера ду Имери (на границата с Венецуела), на 2994 m надморска височина, а най-ниската е на Атлантическия океан.